# Eresus walckenaeri
Espèce
Synonymes
- Eresus audouin Brullé, 1832
- Eresus theis Brullé, 1832
- Eresus ctenizoides C. L. Koch, 1836
- Eresus luridus C. L. Koch, 1836
- Eresus puniceus C. L. Koch, 1837
- Eresus pruinosus C. L. Koch, 1846
- Eresus moerens C. L. Koch, 1846
- Eresus siculus Lucas, 1864

Eresus walckenaeri est une espèce d'araignées aranéomorphes de la famille des Eresidae.

## Distribution
Cette espèce se rencontre dans le bassin méditerranéen.

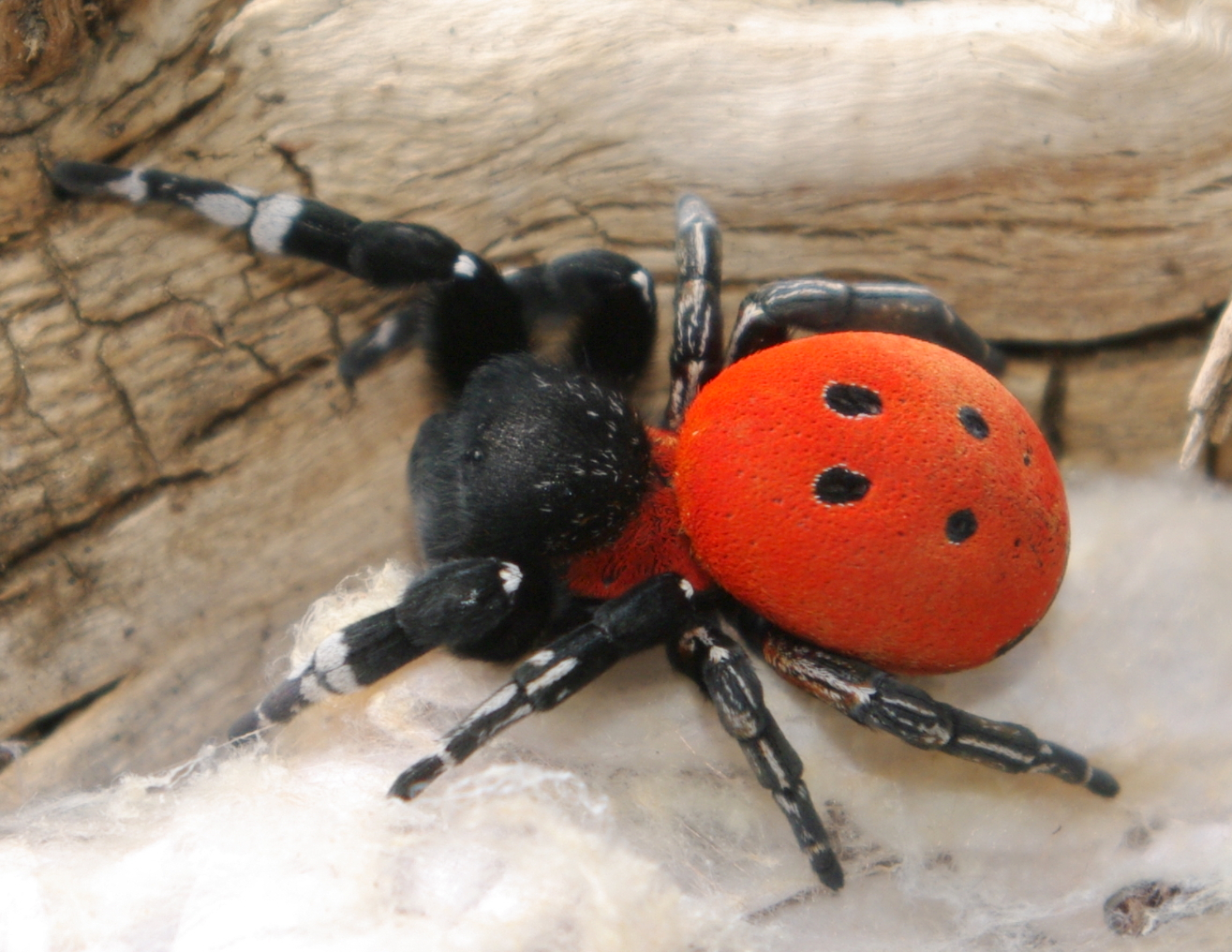
Eresus walckenaeri ♂

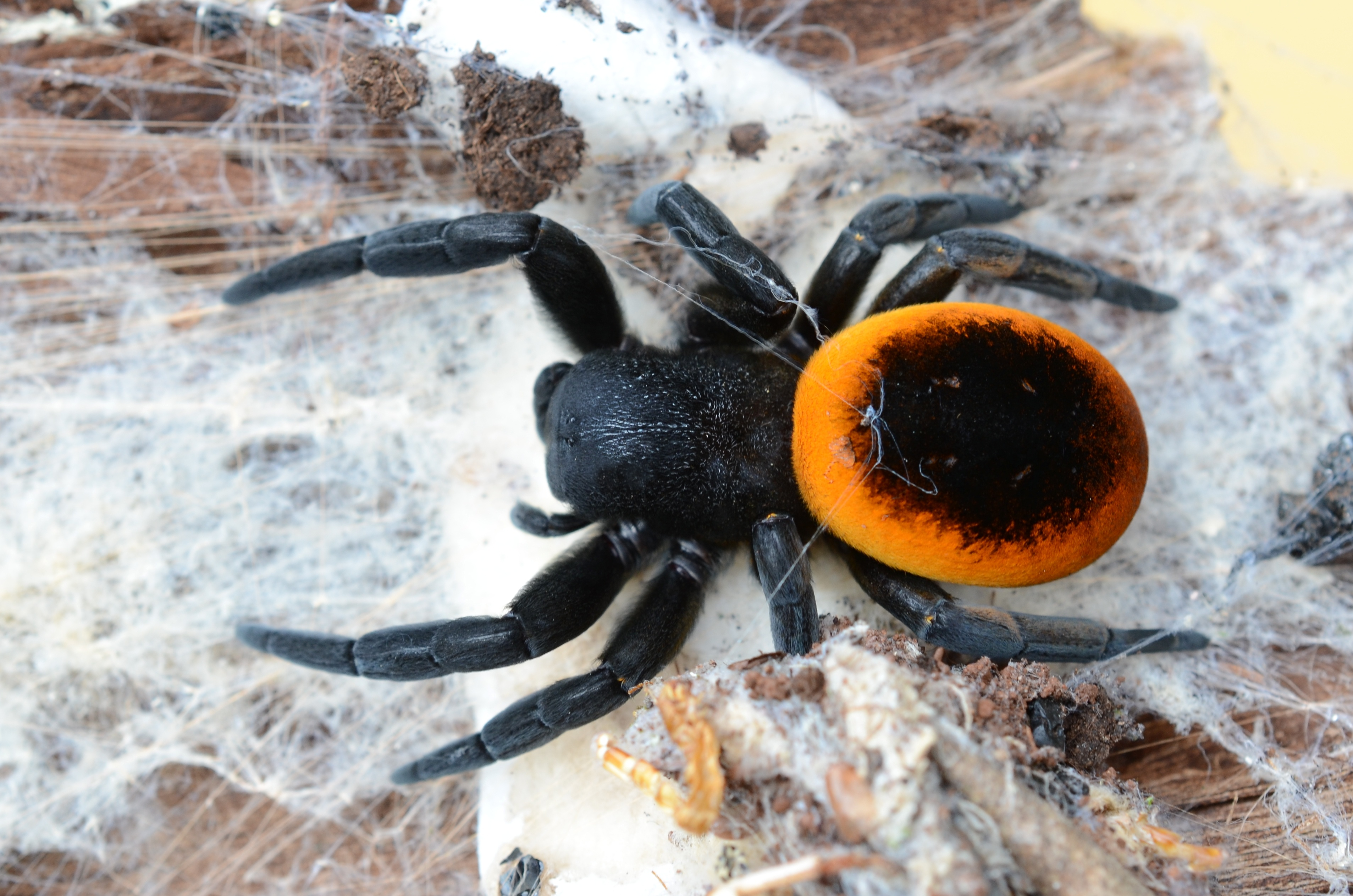
Eresus walckenaeri ♀

## Liste des sous-espèces
Selon World Spider Catalog (version 25.5, 07/01/2025) :
- Eresus walckenaeri moerens C. L. Koch, 1846
- Eresus walckenaeri walckenaeri Brullé, 1832 du bassin méditerranéen

## Systématique et taxinomie
Cette espèce a été décrite par Brullé en 1832.
Eresus audouin, Eresus theis, Eresus ctenizoides, Eresus luridus, Eresus puniceus, Eresus pruinosus et Eresus siculus ont été placées en synonymie par Simon en 1885.

## Étymologie
Cette espèce est nommée en l'honneur de Charles Athanase Walckenaer.

## Publications originales
- Brullé, 1832 : « Des Animaux articulé, Araneae. » Expédition scientifique de Morée, section des sciences physiques, Zoologie, Paris, tome 3, p. 51-57 (texte intégral).
- C. L. Koch, 1846 : Die Arachniden. Nürnberg, vol. 13, p. 1-234 (texte intégral).